# Barbara Shelley
Barbara T. Kowin, más conocida como Barbara Shelley (Marylebone, Inglaterra; 13 de febrero de 1932-4 de enero de 2021), fue una actriz británica.

## Carrera artística
Es fundamentalmente conocida por su trabajo para la empresa Hammer Productions, especialmente en películas de Terence Fisher como The Gorgon (1964), Dracula, Prince of Darkness (1965), Rasputin, the Mad Monk (1965), o Quatermass and the Pit (1967) entre otras.
Su primera película fue la producción inglesa Mantrap, también dirigida por Fisher, tras la que participaría en algunos filmes italianos antes de volver a Inglaterra con Cat Girl, un remake de bajo presupuesto de Cat People de Jacques Tourneur.

## Filmografía seleccionada
- Luna nova, de Luigi Capuano .... como Amira (1955)
- Totò, Peppino y los fuera de la ley .... como La Baronessa (1956)
- Cat Girl .... como Leonora Johnson (1957)
- The End of the Line .... como Liliane Crawford (1957)
- The Camp on Blood Island ....  como Kate Keiller (1958)
- Bobbikins, de Robert Day .... como Valerie (1959)
- Village of the Damned como Anthea Zellaby (1960)
- The Shadow of the Cat, de John Gilling .... como Beth Venable (1961)
- Postman's Knock (1962)
- Blind Corner, de Lance Comfort .... como Anne Gregory (1963)
- The Secret of Blood Island .... como Elaine (1964)
- The Gorgon, de Terence Fisher .... como Carla Hoffman / Megara (1964)
- Dracula: Prince of Darkness como Helen Kent (1966)
- Rasputín, de Don Sharp .... como Sonia (1966)
- Quatermass and the Pit .... como Barbara Judd (1968)
- Ghost Story, de Stephen Weeks .... como Matrona (1974)